# Hadena azorica
Hadena azorica is een vlinder uit de familie uilen (Noctuidae). De wetenschappelijke naam is voor het eerst geldig gepubliceerd in 2002 door Meyer & Fibiger.
De soort komt voor in Europa.